# Maurice Pivar
Maurice Pivar est un monteur britannico-américain né le 11 août 1894 à Manchester et mort le 14 juin 1982 à Los Angeles. Il est principalement connu pour la supervision des montages des films Universal tels que À l'Ouest, rien de nouveau, Dracula, Frankenstein, Double assassinat dans la rue Morgue, La Fiancée de Frankenstein... 